# Metasynaptops violaceus
Metasynaptops violaceus là một loài bọ cánh cứng trong họ Attelabidae. Loài này được Pascoe miêu tả khoa học năm 1874.